# Piratförlaget

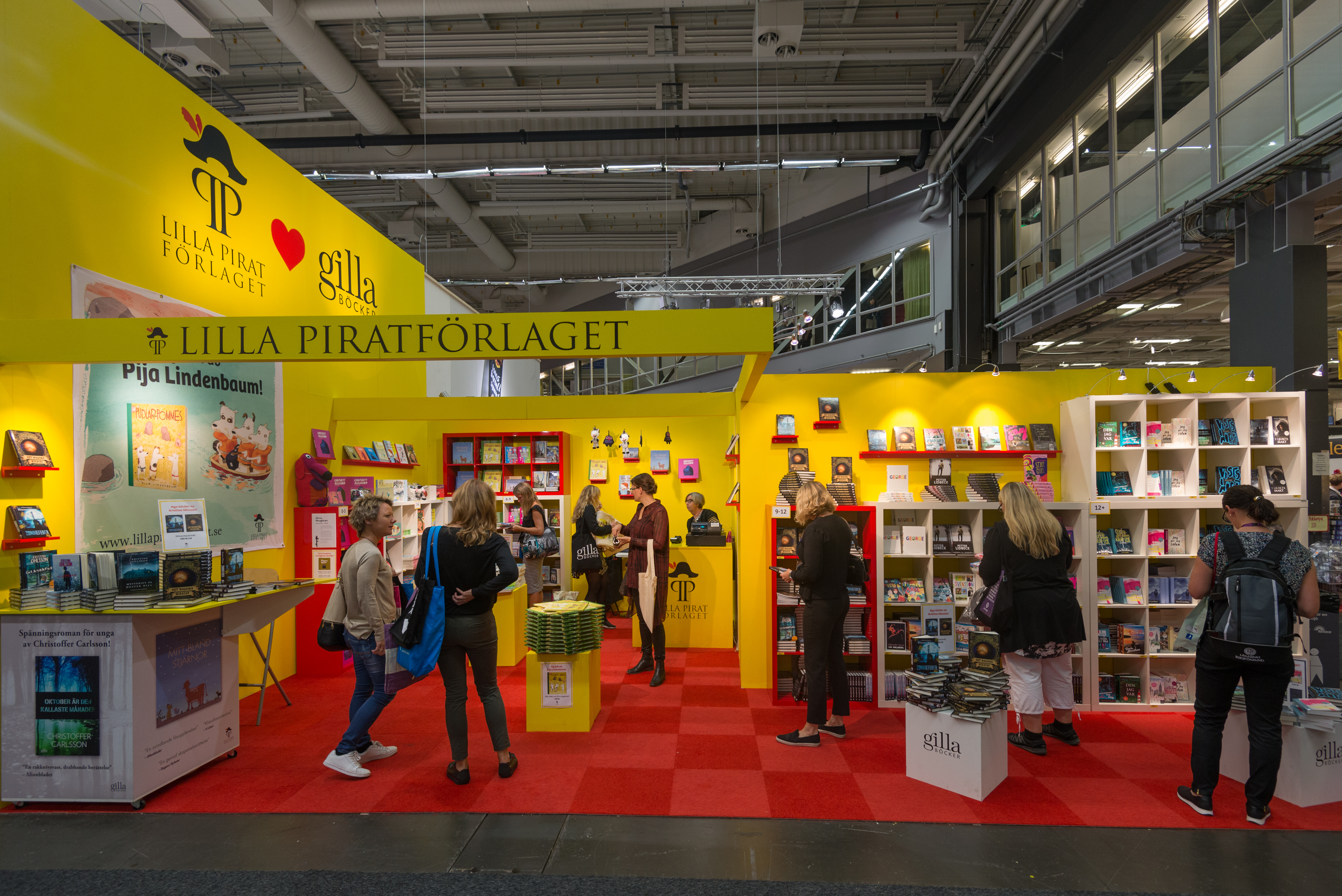
Messestand des Verlags auf der Göteborger Buchmesse (2016)

Der Piratförlaget ist ein schwedischer Verlag. Er wurde 1999 in Stockholm durch die schwedischen Schriftsteller Liza Marklund und Jan Guillou sowie der Verlegerin Ann-Marie Skarp gegründet. Der Verlag publiziert Belletristik nordischer Schriftsteller, insbesondere von schwedischen Autoren.
Erklärtes Ziel des Hauses ist es, die Autoren im Gegensatz zu anderen Verlagshäusern in Schweden stärker an der Verlagsarbeit und an den Erlösen des Unternehmens zu beteiligen. So teilen sich der Verlag und der jeweilige Autor den Gewinn im Verhältnis 50:50. Dieses Verlagskonzept verfügt dank der Bindung zahlreicher namhafter und erfolgreicher Schriftsteller über eine solide finanzielle Basis.

## Autoren des Verlages
- Eva Dahlgren
- Stig Edling
- Lars Ragnar Forssberg
- Jan Guillou
- Martina Haag
- Olav Hergel
- Christina Herrström
- Gretelise Holm
- Anne Holt
- Katerina Janouch
- Pål Jansson
- Jonas Jonasson
- Sara Kadefors
- David Lagercrantz
- Mark Levengood
- Unni Lindell
- Elin Lindqvist
- Stina Lundberg
- Liza Marklund
- Britt-Marie Mattsson
- Jo Nesbø
- Hans-Olov Öberg
- Roslund & Hellström
- Linda Skugge
- Lotta Snickare
- Jan-Sverre Syvertsen
- Helene Tursten
- Per Wahlöö
- Danny Wattin